# Viviane Romance
Viviane Romance; eigentlich Pauline Arlette Ortmans, gebürtig Pauline Arlette Charpiot (* 4. Juli 1912 in Roubaix, Département Nord; † 25. September 1991 in Nizza, Département Alpes-Maritimes) war eine französische Schauspielerin.

## Leben
Viviane Romance kam im Alter von 13 Jahren nach Paris, wo sie sechs Jahre später zur Miss Paris gewählt wurde. 1923 hatte sie bereits ihren ersten Auftritt gegeben, als Tänzerin am legendären Moulin Rouge. Dort wurde sie von einem weiteren Newcomer protegiert, Jean Gabin, der sich beeindruckt gezeigt hatte, wie sie sich in einer Rauferei hinter den Kulissen geschlagen hatte.
1929 stand sie erstmals mit einer Tanzeinlage vor der Kamera, doch erhielt sie erst 1931 richtige Sprechrollen. Viviane Romance, wie sie sich nunmehr nannte, spielte zunächst meist kleine Rollen. Großen Erfolg hatte sie 1936 an der Seite von Jean Gabin in Zünftige Bande.
Romance verkörperte den Vamp des französischen Kinos des 1930er und 1940er Jahre schlechthin und gehörte neben Danielle Darrieux und Michèle Morgan zu den größten Magneten an der Kinokasse dieser Zeit. Während der deutschen Besatzung befand sie sich auf dem Höhepunkt ihrer Popularität. Sie weigerte sich jedoch standhaft in Produktionen der unter deutscher Kontrolle stehenden Continental Films mitzuwirken. Allerdings ließ sie sich in dieser Zeit zu propagandistisch ausgeschlachteten Pressereisen ins nationalsozialistische Deutschland überreden, an denen unter anderem auch Stars wie Danielle Darrieux, Albert Préjean und Junie Astor teilnahmen.
Nach der Befreiung von Paris wurde Romance kurzzeitig interniert, jedoch ohne Anklage wieder freigelassen. Sie konnte daraufhin ihre Karriere erfolgreich fortsetzen.
1963 spielte sie in Lautlos wie die Nacht ihre letzte Hauptrolle an der Seite von Jean Gabin. Ihren letzten Leinwandauftritt hatte sie 1974 bei Claude Chabrol in Nada in einer Nebenrolle.
Viviane Romance war dreimal verheiratet, mit den Schauspielern Georges Flamant und Clément Duhour und dem Regisseur Jean Josipovici.
Sie starb am 25. September 1991 in Nizza an Krebs.

## Filmografie (Auswahl)
- 1934: Liliom
- 1935: Die Liebesgasse von Marokko (La Bandéra)
- 1935: Blutsbrüder 1918 (L’Équipage)
- 1936: Zünftige Bande (La belle équipe)
- 1937: Nächte in Neapel (Naples au baiser de feu)
- 1937: Mademoiselle Docteur
- 1938: Le Joueur
- 1938: Der merkwürdige Monsieur Victor (L’étrange Monsieur Victor)
- 1938: Prisons de femmes
- 1938: Gibraltar
- 1939:	Die Nacht der Vergeltung (Angélica)
- 1939: Die weiße Sklavin (L'Esclave blanche)
- 1941: Vénus aveugle
- 1943: Carmen
- 1946: Das Halsband der Königin (L‘affaire du collier de la reine)
- 1946: Panik (Panique)
- 1949: So endete eine Dirne (Maya)
- 1952: Die sieben Sünden (Les sept péchés capitaux)
- 1953: Fremdenlegion (Legione straniera)
- 1954: Das Fleisch und der Teufel (La chair et le diable)
- 1955: Man darf nicht lieben…? (Tournant dangereux)
- 1955: Frauen, die dem Satan dienen (L’affaire des poisons)
- 1956: Blues – Liebe, Mord und Eifersucht (L’inspecteur connaît la musique)
- 1956: Frauen, die man vergisst (Pitié pour les vamps)
- 1963: Lautlos wie die Nacht (Mélodie en sous-sol)
- 1974: Nada